# Eugenio Gestri
Eugenio Gestri (né le 27 octobre 1905 à Prato, en Toscane et mort le 2 septembre 1944 dans la même ville) est un coureur cycliste italien. 

## Biographie
Professionnel de 1930 à 1936, Eugenio Gestri a notamment remporté une étape du Tour de France 1931.

## Palmarès
- 1930
  - Coppa Bernocchi
  - 1 étape de Rome-Tagliacozzo-Rome
  -  Médaillé d'argent du championnat du monde sur route amateurs
  - 2e de la Coppa Cavacciocchi
  - 2e de la Coppa Corsi
  - 3e de Rome-Ascoli

- 1931
  - 14e étape du Tour de France
  - Predappio-Rome
  - 2e de la Coppa Corsi
  - 10e du Tour d'Italie

- 1933
  - 3e du GP de l'UVI

- 1934
  - Tour des Deux provinces de Messine
  - 2e du Tour des Deux provinces de Prato
  - 2e de la Coppa Esposito

- 1935
  - 2e du Tour d'Émilie

## Résultats sur les grands tours

### Tour de France
5 participations
- 1931 : abandon (20e étape), vainqueur de la 14e étape
- 1932 : abandon (11e étape)
- 1933 : abandon (1re étape)
- 1934 : 14e
- 1935 : abandon (6e étape)

### Tour d'Italie
7 participations
- 1930 : abandon
- 1931 : 10e
- 1932 : non-partant (8e étape)
- 1933 : abandon (6e étape)
- 1934 : abandon (7e étape)
- 1935 : 11e
- 1936 : abandon (3e étape)